# シエラ (映画)
『シエラ』（Sierra）は1950年のアメリカ合衆国の西部劇映画。出演はワンダ・ヘンドリックス、オーディ・マーフィ、バール・アイヴスなど。

## ストーリー
女性弁護士ライリー・マーティンは、山の中に住むハサード親子に助けられ、一緒に暮らすことになった。やがて、父親であるジェフが殺人の疑いで指名手配されており、息子のリングとともに野馬を調教していることが明らかになる。その後、売ろうとしていた馬をビッグ・マットに取られてしまったことがきっかけで、ジェフの身元が露見し、村人たちの制裁を受けそうになる。そのとき、リリーが殺人の真犯人がビッグ・マットであることを突き止める。

## キャスト
※括弧内は日本語吹替（テレビ版）
- ライリー・マーティン：ワンダ・ヘンドリックス（来宮良子）
- リング・ハザード：オーディ・マーフィ（愛川欽也）
- ロンサム：バール・アイヴス（金井大）
- ジェフ・ハザード：ディーン・ジャガー（島宇志夫）
- ビッグ・マット：リチャード・ローバー（小林修）
- ブレント・コールター：トニー・カーティス[注釈 1]
- ジョナス夫人：サラ・オールグッド
- リトル・サム：ジェームズ・アーネス[注釈 2]

## スタッフ
- 監督：アルフレッド・E・グリーン
- 製作：マイケル・クレイク
- 脚本：エドナ・アンハルト
- 撮影：ラッセル・メティ
- 編集：テッド・J・ケント
- 音楽：ウォルター・シャーフ